# Rifaat Turk
Rifaat Turk (arabisch رفعت ترك, hebräisch רפעת טורק, * 16. September 1954 in Tel Aviv-Jaffa) ist ein ehemaliger israelischer Fußballspieler, Fußballtrainer und heutiger Kommunalpolitiker. Turk war der erste Araber in der israelischen Fußballnationalmannschaft sowie der erste Araber, der Israel bei den Olympischen Spielen repräsentierte.

## Leben und Karriere

### Fußball
Rifaat wurde als Sohn eines Fischers in der überwiegend arabisch bewohnten Stadt Jaffa geboren, die vier Jahre zuvor mit Tel Aviv zu einer Stadtgemeinde vereinigt worden war. Mit 16 Jahren wurde er von Talentsuchern des israelischen Spitzenclubs Hapoel Tel Aviv entdeckt und debütierte zwei Jahre später als 18-Jähriger im Profiteam. 1976 nahm er mit einer israelischen Auswahl an den Olympischen Sommerspielen 1976 in Montreal teil. In seinen ersten Profijahren wurde Turk aufgrund seiner arabischen Herkunft von gegnerischen Fans und Spielern massiv angefeindet, konnte jedoch auf die Solidarität seines Vereins und seiner Mitspieler bauen und verschaffte sich durch starke Leistungen Respekt.
In den folgenden Jahren avancierte der aufgrund seines strammen Schusses auch Jimmy die Rakete genannte Mittelfeldspieler zu einem der geachtetsten Profis des Landes und wurde 1980 als Israels Fußballer des Jahres ausgezeichnet. 1981 gewann er mit Hapoel die israelische Meisterschaft. Nach insgesamt zwölf Jahren bei Hapoel spielte Turk nach einem kurzen Zwischenstopp in Ramat Gan für zwei Jahre bei Hapoel Jerusalem, bevor er 1987 seine aktive Karriere beendete. Er war danach als Trainer verschiedener Jugend- und Profimannschaften tätig, darunter Hapoel Taibe, dem ersten arabischen Club in der höchsten israelischen Liga. Bis heute ist Turk seinem Heimatverein Hapoel Tel Aviv eng verbunden. Sein Sohn Hanes spielt, wie einst er selbst, im Jugendbereich des Clubs.

### Politik
Bereits als Fußballer hatte Turk begonnen, sich für ein harmonischeres Zusammenleben von Juden und Arabern in Israel einzusetzen und war ein scharfer Kritiker fremdenfeindlicher Stadiongesänge. In den 1990er Jahren wurde er Mitglied der linksgerichteten Meretz-Partei (heute Meretz-Jachad) und kandidierte erfolgreich für verschiedene kommunale Ämter. 2003 wurde er zum stellvertretenden Bürgermeister Tel Avivs gewählt. Besonders engagiert ist Turk in der Jugendarbeit. Er ist für viele arabisch-israelische Kinder bis heute eine Integrationsfigur.
In einer 2005 durchgeführten Umfrage des israelischen Nachrichtenportals Ynetnews, bei der die 200 bedeutendsten Menschen in der Geschichte Israels gesucht wurden, belegte Turk den 113. Rang.